# Иль-Сен-Жан
Иль-Сен-Жан (фр. Isle Saint-Jean) — французская колония, существовавшая с 1713 по 1763 год на территории современного острова Принца Эдуарда как часть более крупной колонии Акадия.

## История

### Формирование колонии
После 1713 года Франция занималась усилением своего присутствия в водах Северной Америки. Помимо строительства акадской колонии Луисбург на острове Кейп-Бретон, Франция также решила основать колонию на острове Сен-Жан. Процесс заселения острова был медленным. В 1728 году в колонии постоянно жило лишь 297 жителей. В 1740-1750-х годах произошла миграция в Иль-Сен-Жен сотен акадийцев из Новой Шотландии, завоёванной британцами в 1713 году.
Гражданская и военная власть и её ведомства находились в главной деревне острова Порт-Ла-Жуа, расположенной на месте современной столицы Шарлоттаун. В настоящее время там создан Национальный исторический памятник Канады под названием Скмакн-Порт-ла-Джой-Форт-Амхерст.

### Депортация
Через две недели после захвата англичанами Луисбурга 26 июля 1758 года был издан указ о депортации акадийцев острова Сен-Жан. Началась военная кампания за остров. Британские власти отказались от интеграции акадийцев в британские колонии и вместо этого пожелали, чтобы они вернулись во Францию. Тогда в Иль-Сен-Жан проживало 4,6 тысяч акадийцев. В августе 1758 года 3,1 тысяч жителей было схвачено и выслано во Францию, остальные скрылись или сбежали.
Жители колонии были доставлены на двенадцати кораблях, три из которых потерпели крушение: Герцог Вильгельм (364 погибших), Вайолет (280 погибших) и Руби (213 погибших). 1649 человек (53 % депортированных) скончались от болезней или погибли в кораблекрушениях.
В 1763 году Франция официально уступила остров Сен-Жан Великобритании по Парижскому договору.